# جانين آنييز
جانين آنييز (بالإسبانية Jeanine Áñez Chávez) (و.1967 -) محامية وسياسية بوليفية ومقدمة برامج تلفزيونية شغلت منصب الرئيس السادس والستين لبوليفيا من عام 2019 إلى 2020. عضوة سابقة في حركة الديمقراطية الاجتماعية، خدمت سابقًا فترتين كعضو في مجلس الشيوخ عن بني من 2015 إلى 2019 نيابةً عن تحالف الوحدة الديمقراطية ومن 2010 إلى 2014 نيابةً عن تحالف الوفاق الوطني. خلال تلك الفترة، شغلت منصب نائب الرئيس الثاني لمجلس الشيوخ من 2015 إلى 2016 وفي عام 2019. لفترة وجيزة، كانت رئيسة مجلس الشيوخ أيضًا في عام 2019. قبل ذلك، خدمت كعضو أحادي الاسم في الجمعية التأسيسية من دائرة بيني، ممثلةً الدائرة الانتخابية 61 من 2006 إلى 2007 نيابةً عن تحالف القوة الاجتماعية والديمقراطية.
ولدت في سان خواكين، بيني، تخرجت آنيز كمحامية من جامعة خوسيه باليفيان المستقلة، ثم عملت في صحافة التلفزيون. من أوائل المدافعين عن الحكم الذاتي للأقسام، دعيت في عام 2006 من قبل تحالف القوة الديمقراطية الاجتماعية لتمثيل بيني في الجمعية التأسيسية لعامي 2006-2007، المكلفة بصياغة دستور جديد لبوليفيا. بعد إتمام هذه العملية التاريخية، ترشحت آنيز لمنصب عضو مجلس الشيوخ عن بيني مع تحالف الوفاق الوطني، لتصبح واحدة من قلائل الأعضاء السابقين في الجمعية التأسيسية الذين استمروا في مسيرة سياسية على المستوى الوطني. بمجرد وصولها إلى مجلس الشيوخ، تفكك تجمع الوفاق الوطني بسرعة، مما دفع آنيز لتركه لصالح حركة الديمقراطية الاجتماعية الناشئة، حزب سياسي يؤمن بالحكم الذاتي ومقره في الدوائر الشرقية. بالتعاون مع الديمقراطيين، كمكون من تحالف الوحدة الديمقراطية، أُعيد انتخابها كعضو في مجلس الشيوخ في عام 2014. خلال ولايتها الثانية، شغلت آنيز منصب نائب الرئيس الثاني لمجلس الشيوخ مرتين، مما جعلها أعلى مشرّع معارضة في ذلك المجلس خلال الاضطرابات الاجتماعية التي واجهتها البلاد في أواخر عام 2019.
خلال هذه الأزمة السياسية، وبعد استقالة الرئيس إيفو موراليس ومسؤولين آخرين في خط، أعلنت آنيز نفسها الشخص التالي في الخط لتولي الرئاسة. في 12 نوفمبر 2019، نصبت جلسة استثنائية للجمعية التشريعية متعددة الجنسيات لم يتوفر فيها النصاب المحدد بسبب غياب أعضاء من حزب موراليس، الحركة نحو الاشتراكية، الذين طالبوا بضمانات أمنية قبل الحضور. في جلسة قصيرة، أعلنت آنيز نفسها رئيسة لمجلس الشيوخ، ثم استخدمت هذا المنصب كأساس لتولي الخلافة الدستورية لرئاسة البلاد بتأييد من المحكمة العليا للعدالة. ردًا على الاضطرابات الداخلية، أصدرت آنيز مرسومًا يزيل المسؤولية الجنائية عن الجيش والشرطة في التعامل مع المتظاهرين، والذي ألغي وسط إدانة واسعة النطاق بعد مجازر سينكاتا وساكابا. أطلقت حكومتها العديد من التحقيقات الجنائية ضد المسؤولين السابقين في حركة من أجل الاشتراكية، والتي اتُهمت بسببها بممارسة الاضطهاد السياسي والعدالة الانتقامية، وأنهت العلاقات الوثيقة لبوليفيا مع حكومات كوبا ونيكاراغوا وفنزويلا، وعملت على تحسين العلاقات مع الولايات المتحدة. بعد تأخيرات بسبب جائحة كوفيد-19 والاحتجاجات اللاحقة، أُجريت انتخابات جديدة في أكتوبر 2020. على الرغم من تعهدها في البداية بعدم القيام بذلك، أطلقت آنيز حملتها الرئاسية الخاصة، مما أدى إلى انتقادات بأنها لم تكن طرفًا محايدًا في عملية انتقال السلطة. سحبت ترشحها قبل شهر من الانتخابات بسبب ضعف نتائج استطلاعات الرأي وخوفًا من تقسيم أصوات المعارضة ضد مرشح حركة من أجل الاشتراكية، لويس أرسي، الذي فاز بالانتخابات.
بعد نهاية ولايتها في نوفمبر 2020، انعزلت آنيز لفترة وجيزة في مقر إقامتها في ترينيداد، فقط لتطلق ترشحها لمنصب حاكم بيني بعد شهر. على الرغم من كونها تنافسية في البداية، عرقلت العمليات القضائية المتزايدة المتعلقة بفترة رئاستها حملتها الانتخابية، مما أدى في نهاية المطاف إلى إنتهائها في المركز الثالث في الاستطلاعات. بعد ثمانية أيام من الانتخابات، ألقي القبض على آنيز واتهمت بجرائم متعلقة بدورها في الانقلاب المزعوم لعام 2019؛ خطوة ندد بها أعضاء من المعارضة السياسية وبعض الجهات في المجتمع الدولي، بما في ذلك الولايات المتحدة والاتحاد الأوروبي، كاضطهاد سياسي. أدى الحبس الاحتياطي لآنيز الذي استمر لما يقرب من خمسة عشر شهرًا إلى تدهور ملحوظ في صحتها الجسدية والعقلية، وأدانته عائلتها بوصفه فعلًا تعسفيًا. في 10 يونيو 2022، بعد محاكمة استمرت ثلاثة أشهر، وجدت المحكمة الابتدائية الأولى للحكم في لا باز آنيز مذنبة بخرق الواجبات والقرارات المخالفة للدستور، محكومة عليها بالسجن لمدة عشر سنوات. عقب النطق بالحكم، أعرب الدفاع عن نيتها للاستئناف، كما فعل المدعون الحكوميون، الذين طالبوا بعقوبة أشد.

## نشأتها ومسيرتها
ولدت جانين آنيز في 13 يونيو 1967 في سان خواكين، يني، وهي الأصغر بين سبعة أشقاء ولدوا لزوج من المعلمين. قضت آنيز طفولتها في فقر ريفي نسبي؛ في ذلك الوقت، افتقرت سان خواكين إلى معظم الخدمات الأساسية، بما في ذلك الطرق المعبدة. بسبب الوصول المحدود للطاقة، كانت الكهرباء متاحة فقط في الليل، وقد قضت عائلتها فترات طويلة بدون ضوء بسبب التوقفات المتكررة في الخدمة الكهربائية ونقص الديزل؛ الماء، إلى جانب ذلك، كان يوزع فقط في أوقات محددة. على الرغم من ذلك، تذكر آنيز أنها «كانت طفولة جميلة، حرة جدًا» وأكدت أن ظروف البلدة جعلت الأطفال «يكبرون أكثر انفتاحًا، أحرارًا، يتمتعون بالطبيعة».
من الصف الأول إلى الصف الخامس، التحقت آنيز بمدرسة 21 أغسطس، مدرسة صغيرة للبنات فقط، كانت والدتها مديرة لها. بعد تخرجها من المدرسة الثانوية في سن السابعة عشر، غادرت سان خواكين إلى لا باز لمتابعة دراستها في الأعمال السكرتارية، حيث التحقت بالمعهد البوليفي قبل إكمال تعليمها في معهد لينكولن. بعد ذلك، استقرت آنيز في سانتا كروز لإكمال تعليمها، حيث أكملت دورات سكرتارية وحوسبة وبعض الدورات باللغة الإنجليزية. فيما بعد، درست لتصبح محامية في جامعة خوسيه باليفيان المستقلة ببيني في ترينيداد، حيث تخرجت بدرجة في العلوم القانونية والقانون. بالإضافة إلى ذلك، حملت شهادات في الإدارة العامة والاجتماعية، وحقوق الإنسان، والتعليم العالي.
قبل دخولها المعترك السياسي، شغلت آنيز مهنة في الصحافة التلفزيونية الإقليمية، بما في ذلك الراديو، والذي وصفته بأنه «شغفها الكبير»، على الرغم من أنها لم تكن مجزية ماديًا. في أولى تجاربها كمقدمة أخبار، لم تتلق آنيز أي راتب، حيث عملت تحت عقد تبادل خدمات؛ لقاء عملها، روجت القناة لمطعم العائلة. فيما بعد، عملت آنيز مقدمة لمحطة التلفزيون الكائنة في ترينيداد، توتالفيسيون، والتي أدارتها لاحقًا أيضًا. خلال تلك الفترة، أصبحت آنيز من المؤيدين المبكرين لحركة الحكم الذاتي، التي صورت كإعادة تصميم جذرية للهيكل المركزي القائم في البلاد، بتوسيع الاستقلالية الذاتية للأقسام فيما يخص الموارد وتوفير إمكانية انتخاب السلطات الإقليمية عبر الاقتراع العام. هذه الحركة، التي كانت آنيز جزءًا منها «منذ البداية»، ركزت دعمها في الأقسام الشرقية ومثلت واحدة من أهم التيارات السياسية والإقليمية في بوليفيا في أوائل القرن الحادي والعشرين.